# Orazio Schillaci

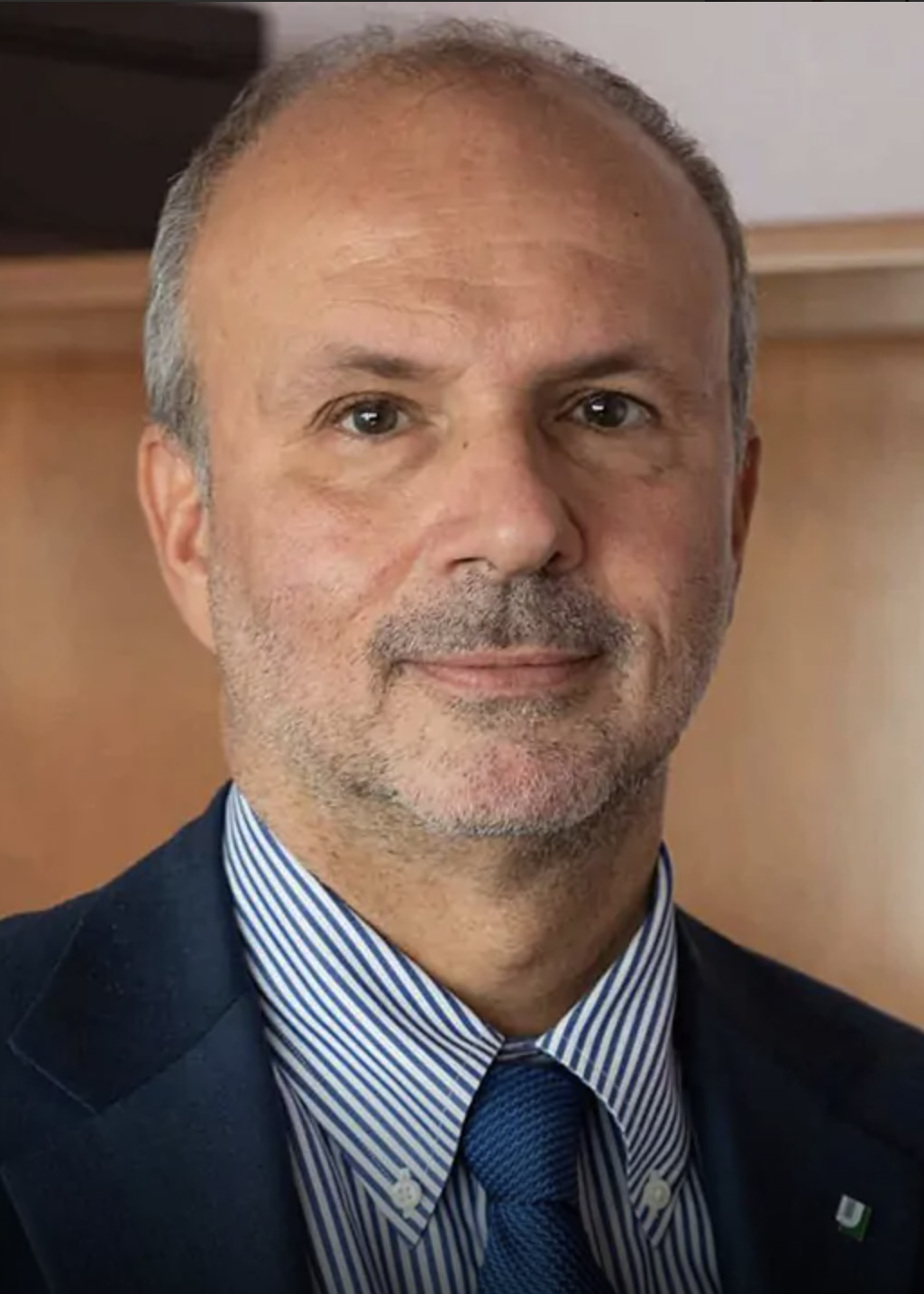
Orazio Schillaci (2022)

Orazio Schillaci (geboren 27. April 1966 in Rom) ist ein italienischer Nuklearmediziner, Hochschullehrer und Politiker. Der parteilose Schillaci ist seit Oktober 2022 italienischer Gesundheitsminister im Kabinett Meloni. 

## Werdegang
Schillaci studierte Medizin mit Fachrichtung Chirurgie. 1990 schloss er sein Studium an der Universität La Sapienza in Rom ab. Vier Jahre später spezialisierte er sich auf Nuklearmedizin. Anschließend arbeitete er bis 2001 als Assistent an der Universität L’Aquila.
Von 2001 bis 2006 war Schillaci an der Universität Tor Vergata in Rom als assoziierter Professor in Nuklearmedizin tätig. Zugleich war er Chefarzt an der Universitätsklinik Tor Vergata. 2004 machte er seinen Dottore di ricerca. 2007 wurde er zum ordentlichen Professor an der Universität Tor Vergata ernannt. Von 2019 an war er dort zudem Rektor.
Orazio Schillaci war beratend für das Gesundheitsministerium und für die Region Latium tätig. Gesundheitsminister Roberto Speranza berief ihn 2020 als Berater in die oberste italienische Gesundheitsbehörde, dem Istituto Superiore di Sanità. Am 21. Oktober 2022 ernannte ihn die designierte Ministerpräsidentin Giorgia Meloni zu ihrem Gesundheitsminister.
Orazio Schillaci ist Autor von über 350 wissenschaftlichen Publikationen.